# Marquesado de Cortes de Graena

Escudo del Marquesado de Cortes de Graena.

El marquesado de Cortes de Graena es un título nobiliario español creado por el rey Carlos II el 17 de febrero de 1683 a favor de Antonio Lope Barradas Figueroa, hijo del III señor de Cortes de Graena. Su nombre se refiere al municipio de Cortes y Graena, en la provincia de Granada.

## Señores de Cortes de Graena
- Fernando Pérez de Barradas y Figueroa, I señor de Cortes de Graena
- Francisco Pérez de Barradas Figueroa y Bazán, II señor de Cortes de Graena
- Fernando Pérez de Barradas Figueroa y Villarroel, III señor de Cortes de Graena

## Marqueses de Cortes de Graena
- Antonio Lope Barradas y Figueroa, I marqués de Cortes de Graena
- Lope Pérez de Barradas y Bazán, II marqués de Cortes de Graena
- Antonio Pérez de Barradas y Baeza, III marqués de Cortes de Graena
- Juan Bautista Pérez de Barradas y Fernández de Henestrosa, IV marqués de Cortes de Graena
- Antonio Lope Pérez de Barradas y Fernández de Henestrosa, V marqués de Cortes de Graena
- Juan Bautista Pérez de Barradas y Pérez de Barradas, VI marqués de Cortes de Graena y VIII marqués de Peñaflor)
- Fernando Pérez de Barradas y Arias de Saavedra, VII marqués de Cortes de Graena, IX marqués de Peñaflor, VII marqués de Quintana de las Torres.

Se casó con María del Rosario de Bernuy y Aguayo, hija del marqués de Benamejí. Le sucedió su hijo primogénito.
- Juan Bautista Pérez de Barradas y Bernuy (Córdoba, 31 de julio de 1830-Madrid, 14 de agosto de 1891), VIII marqués de Cortes de Graena, X marqués de Peñaflor y VIII marqués de Quintana de las Torres.

Contrajo matrimonio con María Teresa Fernández de Córdoba y Aguilar. Le sucedió su hijo.
- Fernando Pérez de Barradas y Fernández de Córdoba (Écija, 21 de octubre de 1856-Madrid, 6 de junio de 1928), grande de España, IX marqués de Cortes de Graena, XI marqués de Peñaflor, IX marqués de Quintana de las Torres.

Se casó en Madrid el 29 de noviembre de 1888 con Isabel de Angulo y Rodríguez de Toro, sin sucesión.
- Álvaro Pérez de Barradas y Fernández de Córdoba (m. enero de 1939),[4] grande de España, X marqués de Cortes de Graena y marqués de Peñaflor.
- Alfonso Mariátegui y Pérez de Barradas (San Sebastián, 13 de septiembre de 1887-Madrid, 12 de junio de 1940), XI Marqués de Cortes de Graena, hijo de Manuel Mariátegui y Vinyals, VII conde de San Bernardo, y de María del Rosario Pérez de Barradas y Fernández de Córdoba. Sucedió a su tío Álvaro Pérez de Barradas y Fernández de Córdoba, fallecido en enero de 1939 pero pudo disfrutar poco de la dignidad condal al fallecer en junio de 1940.

Se casó el 25 de junio de 1915 con María Araceli de Silva y Fernández de Córdoba, XI duquesa de Almazán.  De los cuatro hijos del matrimonio, solo sobrevivió María del Rosario Mariátegui y Silva.
- Jesús Mariátegui y Sánchez, grande de España, XII marqués de Cortes de Graena y marqués de Peñaflor.[5] Se casó en primeras nupcias con María del Pilar Ruiz López-Guerrero de la que tuvo un hijo. El niño y su madre murieron el 25 de mayo de 1938 durante un bombardeo en Alicante durante la guerra civil.[6] Después volvió a contraer matrimonio el 19 de marzo de 1940 con su cuñada, María del Carmen Ruiz López-Guerrero Le sucedió su hijo del segundo matrimonio, Jesús Manuel.
- Jesús Manuel Mariátegui Ruiz (m. Yébenes, 10 de diciembre de 2012),XIII marqués de Cortes de Graena, marqués de Peñaflor, conde de San Bernardo.

Casado con María Teresa Gómez-Elegido Ruizolalla, padres de María Teresa, Marta y Carmen Rosario.
- Marta Mariátegui Gómez-Elegido, XIV marquesa de Cortes de Graena,[9] actual titular.